# Йохоа
Йохоа — вулканическое поле на территории департаментов Комаягуа, Кортес, Санта-Барбара, расположенных в Гондурасе. Зона активной геологической субдукции составляет более 25-ти километров.

## География
Находится к северу от одноимённого озера. Состоит из 3 вулканических образований:

## Список вулканических объектов по алфавиту, входящих в комплекс Йохоа
| Название         | Тип            | Высота (м.) |
| ---------------- | -------------- | ----------- |
| Серро-Бабилониа  | Стратовулкан   | 1090        |
| Серро-Эль-Хойо   | Шлаковый конус | 780         |
| Серро-Эль-Волкан | Лавовый конус  | 910         |

## Геология и вулканизм
Вулканическое поле образовалось в эпоху плейстоцена — голоцена. Вулкан состоит из шлаковых конусов, кратеров и застывших лавовых потоков. Самый длинный застывший лавовый поток в виде каскада направлен на север в сторону деревни Рио-Линдо. Последняя вулканическая активность происходила 10 тысяч лет назад. Тогда шкала вулканического извержения достигала 6 баллов. Вулканические породы представлены базальтами, трахитами, трахибазальтами, трахиандезитами с вкраплениями анортоклазов и санидинов, тефритовыми базанитами, базальтовыми трахиандезитами, пикробазальтами, толеитовые базальты. На склонах на высоте 100-200 метров есть хорошо сохранившиеся кратеры. В настоящее время вулканической активности не проявляет. В долине вулканического поля выращивают сахарный тростник. Некоторые склоны покрыты тропическим лесом.